# Hans Eberhard Goldschmidt
Hans Eberhard Goldschmidt (geboren 22. März 1908 in Wien, Österreich-Ungarn; gestorben 17. Februar 1984 in Wien) war ein österreichischer Verleger und Antiquar.

## Leben
Hans Eberhard Goldschmidt war ein Sohn des höheren Finanzbeamten Hans Eberhard Goldschmidt (1873–1963) und der Elisabeth von Schumacher (1881–1959), Tochter des in den Ritterstand erhobenen Salzburger Landeshauptmanns Albert Schumacher, er hatte eine Schwester.
Goldschmidt studierte ab 1927 Germanistik und Geschichte an der Universität Wien und machte nebenher eine Buchhändlerlehre in der Buchhandlung Rudolf Lechner. Er engagierte sich in der Kommunistischen Studentenfraktion (KoStuFra) und wurde Mitglied der KPÖ. 1932 ging er nach Moskau und arbeitete als Redakteur bei der „Verlagsgenossenschaft Ausländischer Arbeiter“. 1937 kehrte er nach Wien zurück und versuchte seine akademische Ausbildung abzuschließen. Nach dem Anschluss Österreichs an das nationalsozialistische Deutschland im März 1938 wirkte Goldschmidt als Fluchthelfer für die Rote Hilfe, bis er selbst im September 1938 über die Schweiz nach England floh. 
Goldschmidt wurde im Exil für eine Zeit aus der KPÖ ausgeschlossen, als er den Hitler-Stalin-Pakt kritisierte. Er wurde im Juli 1940 als Enemy alien interniert und wurde mit dem Schiff Dunera nach Australien deportiert. Er konnte im Dezember 1941 nach London zurückkehren und arbeitete zunächst als Helfer von Joseph Suschitzky in der Buchantiquariatsabteilung von Foyles. Ab Ende 1942 hörte er für die BBC sowjetische und deutsche Rundfunkprogramme ab. Unter dem Pseudonym Hans Fischof schrieb er Beiträge in Emigrantenzeitschriften. 
Im Mai 1946 kehrte Goldschmidt auf Anforderung der KPÖ ins besetzte Österreich zurück und wurde zunächst Verleger des kommunistischen Globus-Verlags. Er schrieb regelmäßig für das Zentralorgan Volksstimme, ab 1948 leitete er dann im Auftrag der Partei den Schönbrunn-Verlag. Goldschmidt schloss 1949  sein Studium mit einer Promotion ab. Nach der Niederschlagung des Ungarn-Aufstands 1956 trat er aus der KPÖ aus, was auch seine Tätigkeit als Verlagsleiter beendete. 1958 übernahm er von Michael Steinbach das Buchantiquariat in der Döblinger Hauptstraße und spezialisierte sich auf Autographen und den Schriftsteller Karl Kraus. Goldschmidt war Mitglied im Österreichischen Schriftstellerverband, im Österreichischen Verlegerverband und im Verband der Antiquare Österreichs. 
Ein Kunde in seinem Buchladen war der Schriftsteller Thomas Bernhard, der Goldschmidt in seiner Erzählung Die Billigesser unter den Protagonisten porträtierte.

## Schriften
- (Hrsg.): Quer Sacrum. Wiener Parodien und Karikaturen der Jahrhundertwende. Jugend und Volk, Wien 1976